# Ragout

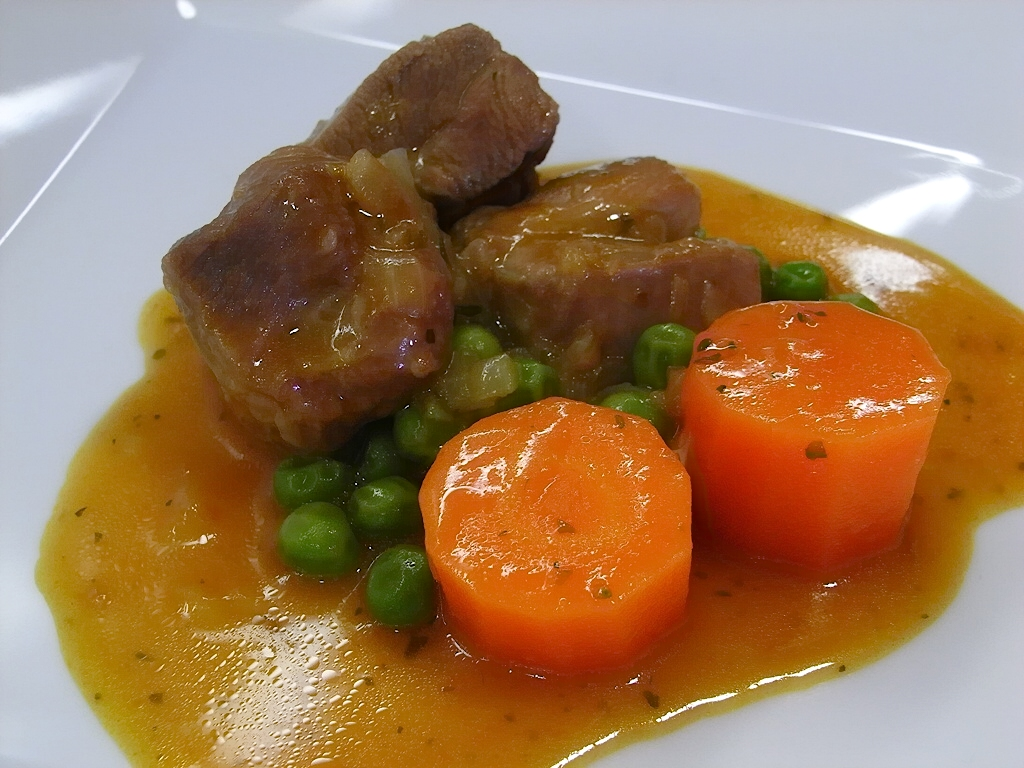
Puten-Ragout mit sämiger Sauce und Gemüsebeilage aus Karotten und Erbsen

Ragout ([ʀa'gu], von französisch ragoûter ‚den Gaumen reizen‘, ‚Appetit machen‘) ist eine Gerichtsgattung von würfeligen Fleisch-, Geflügel-, Wildbret- oder auch Gemüsestücken in einer oft sämigen Sauce. Der Begriff wurde im 17. Jahrhundert aus dem gleichbedeutenden französischen ragoût entlehnt.

## Arten
Man unterscheidet helle und braune Ragouts: Für braune Ragouts werden die Fleischstücke stark angebraten, bis sie rundum eine braune Kruste haben, es handelt sich meist um Schmorgerichte; für die hellen Ragouts wird helles Fleisch mit Zwiebeln gedünstet (z. B. Kalbsfrikassee). Ob das Ragout mit Mehl eingedickt wird, hängt von dem jeweiligen Rezept ab, Fleischwürfel werden meist nach dem Anbraten eingestäubt, für einige Ragouts wird gar kein Mehl verwendet (z. B. Meeresfrüchte oder Wiener Saftgulasch). Ein helles Ragout sollte jedoch nicht mit einem Blanquette verwechselt werden.
Früher bezeichnete man in Frankreich mit dem Begriff Frikassee noch verschiedene helle oder braune Ragouts, heute aber wird Frikassee ähnlich wie ein Blankett aus hellem Fleisch hergestellt.
Ragoût fin ist ein Ragout aus Kalbfleisch und/oder Jungrindfleisch auch mit einem Zusatz Geflügelfleisches (Brust, Keule ohne Haut), teilweise auch Kalbszunge.
Pörkölt ist eine ragoutartige Fleischspeise der ungarischen Küche.
Ragouts können als Vorspeise in Krustaden gefüllt werden. Auf die Verwendung von Innereien oder von sonstigen Tierkörperteilen wird hingewiesen (z. B. Zungenragout, Nierenragout), Ragouts können auch Knochen enthalten (z. B. Ochsenschwanzragout).

## Vergleich braunes Ragout – Gulasch
Für Ragouts werden wie bei Gulasch Fleischteile mit höherem Anteil an Binde- und Fettgewebe verwendet. Bei der Zubereitung eines Ragouts werden zuerst die Fleischwürfel angebraten und anschließend die Zwiebeln dazugegeben, bei Gulasch ist die Reihenfolge umgekehrt, da das original ungarische Gulasch gedünstet wird und somit nicht zu den braunen Ragouts gehört.

## Varianten

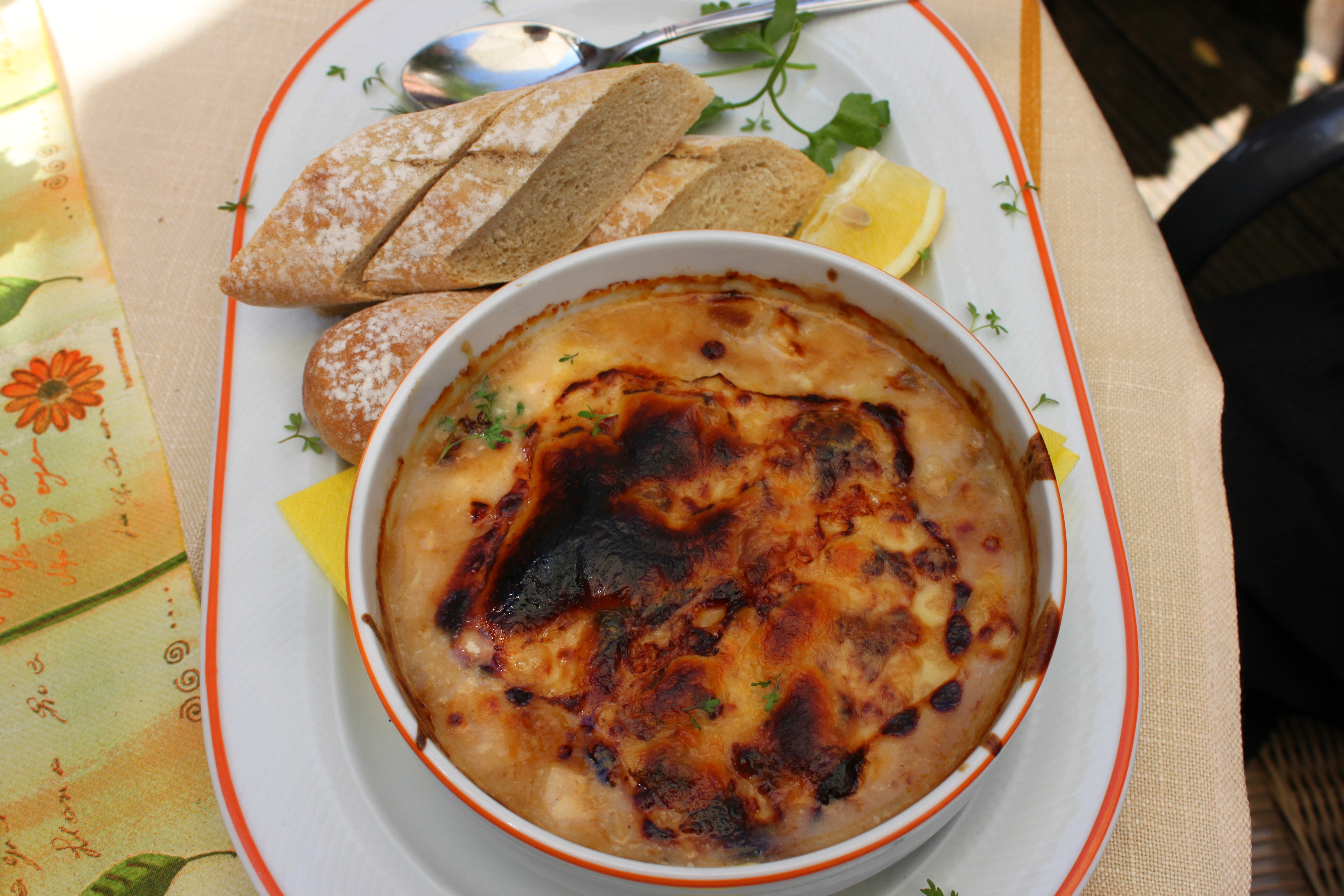
Würzfleisch

Beispiele sind das als Vorspeise servierte deutsche Ragoût fin, Frikassee oder Rindsragout à la bourguignon. Eine Schweizer Variante ist das Voressen. Ein italienisches „Ragù“ (zum Beispiel alla bolognese) wird dagegen in der Regel nicht aus gewürfeltem, sondern gehacktem Fleisch zubereitet.
Beim weißen Ragout oder Blankett (französisch blanquette) wird meist helles Fleisch wie Huhn, Kalb oder Kaninchen zuerst alleine oder mit Suppengrün gekocht und aus der entstehenden Brühe eine weiße Sauce zubereitet, die mit Mehlschwitze gebunden und mit Eigelb und Sahne legiert wird. Es entsteht ein helles, sehr mildes Gericht mit viel Sauce.
Das vor allem im Osten Deutschlands in Gaststätten angebotene Würzfleisch ist ein vereinfachtes Ragout fin, wird jedoch mit Geflügel- oder Schweinefleisch hergestellt. Das Fleisch wird in Brühe gekocht und dann in kleine Stücke geschnitten. Aus der Brühe wird eine helle Sauce hergestellt. Fleischstücke und Sauce werden mit Käse überbacken und mit Worcestersauce, Zitrone und Toast serviert. Das Gericht stammt aus den Rezepturen der HO-Gaststätten der DDR und wird heute meist als Vorspeise oder auch als kleiner Hauptgang serviert.
Ein Haschee wird nach Art eines Ragouts aus besonders stark zerkleinerten Zutaten zubereitet.

## Früchteragout
Eine mit ganzen Früchten oder Fruchtstückchen abgebundene Sauce wird oft als Früchteragout oder Fruchtragout bezeichnet – oder nach der einzelnen Frucht als Kirschragout usw. Verwendung finden zum Beispiel Kirschen, Himbeeren, Birnen und Pflaumen. Fruchtragouts werden zumeist als Dessert serviert, seltener als Vor- oder Hauptspeise.